# Métro de Valence
Le métro de Valence (en espagnol : Metro de Valencia), exploité commercialement comme Metrovalencia, est un système de transport en commun en site propre de type métro et tramway qui dessert la ville de Valence et son agglomération, en Espagne.
Le réseau est inauguré en 1988 en réunissant plusieurs lignes de banlieue (toutes créées vers la fin du XIXe siècle) par une section en tunnel construite à cet effet et en supprimant les passages à niveau. Le réseau est géré par Ferrocarrils de la Generalitat Valenciana (FGV), société dépendant du gouvernement régional.
Le réseau comprend dix lignes : six de métro et quatre de tramway. Il s'étend sur 161 km, dont 69 km en voies double ainsi que 27 km en souterrain. Il comprend 146 stations, incluant 38 souterraines. Toutes les lignes sont à écartement métrique.
Il s'agit du troisième réseau de métro mis en service en Espagne, après Madrid et Barcelone, et du premier réseau espagnol de tramway moderne.

## Histoire

### Premières lignes ferroviaires (trenet)
Le chemin de fer arrive à Valence en 1852 sur la ligne allant jusqu'au Grao, construite à l'écartement ibérique. En 1885, la Société valencienne des tramways (Sociedad Valenciana de Tranvías) est créée. Elle met en service le premier réseau ferroviaire à voie métrique de la province de Valence le 18 juillet 1888, reliant la capitale valencienne à la ville de Llíria. Elle était connue sous le nom de Trenet del Túria en français : « le petit train du Turia ». Le trajet de cette première ligne est aujourd'hui assuré par la ligne 4 de tramway entre Pont de Fusta et Empalme et la ligne 2 de métro entre Empalme et Llíria. Cette ligne est électrifiée en 1926.
Deux autres lignes sont construites, partant de la gare de Pont de Fusta. L'une, ouverte en 1893, allait jusqu'à Rafelbunyol et constitue une partie des lignes 3 et 9 ; et l'autre jusqu'au Grao, près du port, aujourd'hui devenue un tronçon des lignes 4 et 6.
Au sud, une autre ligne de trenet, inaugurée d'abord entre Valence (actuelle station de Jesús) et Torrent en 1893, allait jusqu'à Villanueva de Castellón à partir de 1915 et jusqu'au port via le quartier de Nazaret à compter de 1912. Elle formera par la suite la partie sud de l'actuelle ligne 1 et une partie de la ligne 2 (jusqu'à la station de Torrent).
Les différentes sociétés d'exploitation fusionnent en 1917 pour constituer la compagnie des chemins de fer et tramways de Valence (Compañía de Ferrocarriles y Tranvías de Valencia).

### Disparition progressive
À la suite de la crue du Turia en 1957, d'importants dégâts obligent à fermer la connexion entre Jesús et Nazaret.
En 1965, le gouvernement espagnol crée l'entreprise Ferrocarriles de vía estrecha (FEVE, « Chemins de fer de voie étroite »), qui reprend la gestion de toutes les lignes à écartement métrique, ce qui inclut le trenet. En raison du miracle économique qui marque la deuxième moitié du franquisme, les agglomérations se développent fortement et de nombreux itinéraires ruraux du trenet se trouvent intégrés au nouveau tissu urbain. Ce réseau ferré en pleine ville reçoit le surnom de « ceinture de fer » (Cinturó de Ferro).
À la fin des années 1980, en raison de la dégradation de la qualité de service et de plusieurs accidents, le réseau est progressivement fermé puis démantelé.

### Premiers projets
Si la première évocation d'un réseau métropolitain à Valence date de 1932, c'est en 1974 que commencent les premières études. La première proposition concrète, exprimée en 1977, aurait consisté à connecter les lignes des trenets de Llíria, Quart de Poblet, Bétera et Villanueva de Castellón, avec 24 km de voies souterraines.
En 1979, le gouvernement espagnol accepte de financer la construction du réseau métropolitain, à condition d'en définir le tracé, point sur lequel la mairie était en désaccord. Il finira par être modifié à la demande de cette dernière.

### Construction

#### 1988, le premier tunnel
En 1981, le projet de ce qui deviendra la ligne 1 est lancé. Après plusieurs polémiques, le métro ouvre le 9 octobre 1988 : les lignes 1 et 2 sont mises en service avec un tunnel de 7 km entre les stations Ademús (aujourd'hui Empalme) et Hospital (aujourd'hui Safranar) reliant deux lignes ferroviaires existantes. Le parcours est celui de la ligne ferroviaire entre Bétera/Llíria et Villanueva de Castellón.
D'énormes difficultés, dues à un terrain peu favorable, ont été rencontrées lors du percement du tunnel traversant Valence pour relier les lignes nord et sud du réseau. À la station Jésus, la traversée imprévue d'une rivière souterraine empêcha la poursuite des travaux. La solution sera le recours à la congélation des sols, mais il fallut 500 ouvriers pour faire progresser le chantier de 150 m en 20 mois. Ces difficultés entrainèrent une augmentation d'un tiers des coûts des travaux du tunnel.
La compagnie Ferrocarrils de la Generalitat Valenciana (FGV), fondée en 1987, assure l'exploitation du réseau ferré,,.
La ligne 4 est ouverte au service commercial en mai 1994. D'une longueur de 9,7 km entièrement en surface, elle relie Ademús à Dr Lluch et constitue la première ligne de tramway moderne en Espagne.

#### 1995, le second tunnel
En novembre 1991, FGV attribue quatre contrats majeurs pour la ligne 3 du réseau de métro. Une coentreprise de Comsa et Dimetronic est choisie pour remettre en place la signalisation sur la ligne entre Palmaret et Rafelbunol en utilisant des signaux de blocage automatiques compatibles avec les lignes 1 et 2. La section centre-ville, de Palmaret-Machado à Alameda, soit 3,1 km, est reconstruite en souterrain par Construcciones y Cubiertas/Mzov. À Alameda, la ligne 3 est en correspondance avec la section centrale de la nouvelle ligne 5, construite par Entre-canales y Ocisa sur un axe nord-sud. Le consortium de Comsa, Cobra, Etra et Dimetronic remporte également le contrat pour la mise en double voie de la nouvelle ligne 4 en convertissant la ligne de banlieue de 9,6 km entre Adamús et El Grau.
La ligne 3 du métro est ouverte en mai 1995, conformément au calendrier initial. Elle est prolongée en 1998 vers l'est jusqu'à Avinguada del Cid grâce à un tunnel de 3,2 km et trois stations qui assure une correspondance avec la ligne 1 (qui fusionne désormais les lignes 1 et 2 originelles) au niveau de Àngel Guimerà. La nouvelle station Colón est dans le même temps reliée à Jesús par un tunnel de 2,4 km. Une nouvelle extension est opérée en mai 1999 avec une infrastructure souterraine de 2,4 km et trois stations, jusqu'à Mislata-Almassil. Deux mois auparavant, la ligne 4 avait été étendue elle aussi, de son terminus d’Ademús jusqu'à RTVV.

### 2003-2007, extensions et nouvelles lignes
L'ouverture de la ligne 5 se produit en avril 2003 avec la mise en service d'un tunnel de 2,3 km vers l'est unissant Alameda et Ayora. La ligne 1 est prolongée jusqu'à Torrent Avinguda en 2004, puis la ligne 4 est agrandie jusqu'à ses terminus de Mas del Rosari et Lloma Llarga Terramelar en 2005.
L'année 2007 marque l'extension de la ligne 5 et de la ligne 3. La première bénéficie d'abord de l'ouverture de la station intermodale Maritim-Serrería, ensuite prolongée par une section en surface jusqu'à Neptú. En parallèle, l'infrastructure est étendue vers l'ouest pour connecter la ville avec l'aéroport sur un tronçon partagé par les trains des lignes 3 et 5.
La fin de cette même année voit l'ouverture de la ligne 6, une ligne de tramway dont le trajet unit Tossal del Rei à Marítim-Serrería en passant par les facultés de l'université sur une infrastructure commune avec la ligne 4.

### Accident de 2006
Le 3 juillet 2006, une rame de métro déraille dans une courbe du tunnel sur la ligne 1, entre les stations Jesús et Plaça d'Espanya, faisant 43 morts et 47 blessés. La rame circulait à 80 km/h dans un virage qui était limité à 40 km/h au moment de l'accident. C'est l'un des pires accidents de métros européens.
À la suite de cet accident, l'exploitant décida de mettre une partie du réseau en conduite automatique, à commencer par les tunnels de la ligne 1, finalement mis en place en 2010. C'est la société espagnole Dimetronic (devenue filiale Invensys) qui obtint les contrats, ainsi que la plupart des contrats de signalisation des lignes et d'automatismes des trains. Cette signalisation permet de réduire l'intervalle des trains à trois minutes.
À l'inauguration de la nouvelle gare d'AVE en 2010, la station fut renommée Joaquín Sorolla, du nom de la gare d'AVE elle-même, avec laquelle elle sert de correspondance, puis, à la suite des plaintes des associations de victimes, devint Joaquín Sorolla-Jesús en 2012. En 2016, la station retrouva le nom original de Jesús.

### Restructuration de 2015 puis nouvelle extension
À part l'enfouissement des tronçons qui traversent la ville d'Alboraia (ligne 3) en 2010 et le quartier valencien de Benimàmet (ligne 1) en 2011, aucun changement majeur ne se produit entre 2007 et 2015. Cette année-là, le réseau est restructuré en passant de trois à cinq lignes de métro par renumérotation, tandis que deux lignes sont créées : la ligne 8 de tramway, qui unit en surface Marina Reial Joan Carles I à Marítim-Serrería, reprenant sur quatre stations le tracé de la ligne 5, qui s'arrête désormais à Marítim-Serrería ; et la ligne 9 de métro, qui connecte les villes d'Alboraia et Riba-roja de Túria en empruntant le tracé de la ligne 3 (puis des lignes 3 et 5 à partir de Alameda) jusqu'à la commune de Manises,.
En juin 2017, le président de la Généralité Ximo Puig annonce son intention de relancer les travaux de la ligne 10 en deux phases : d'abord le tronçon entre Alacant et Ciutat de les Arts i les Ciències, puis la trame jusqu'à Natzaret. Ces travaux avaient débuté en 2006 mais s'étaient arrêtés cinq ans plus tard, faute de financement de la part de la Généralité valencienne qui y avait déjà investi 200 millions d'euros. Les autorités régionales indiquent 15 mois plus tard que les travaux se feront finalement en une seule phase et débuteront au premier trimestre de l'année 2019. Les travaux reprennent le 11 juin 2019 et la ligne entre en service commercial le 16 mai 2022. À cette occasion, une vingtaine de stations et d'arrêts voient leurs noms modifiés dans un triple objectif de simplification, d'identification améliorée et de prise en compte de l'évolution urbaine de la métropole valencienne.

## Réseau actuel
Certains trajets disposent de quatre voies, mais d'autres en extrémité de lignes sont en voie unique. La longueur additionnée des lignes ne correspond donc pas à la longueur réelle de voies doubles, caractéristique d'une ligne ferroviaire classique à deux sens.
| Ligne                        | Type    | Parcours                                                                | Mise en service | Stations | Longueur (km) | Passagers (2024) |
| ---------------------------- | ------- | ----------------------------------------------------------------------- | --------------- | -------- | ------------- | ---------------- |
| Ligne 1 du métro de Valence  | Métro   | Bétera ↔ Castelló                                                       | 1988            | 40       | 72,145        | 12 424 686       |
| Ligne 2 du métro de Valence  | Métro   | Llíria ↔ Torrent Avinguda                                               | 1988            | 33       | 39,445        | 11 683 493       |
| Ligne 3 du métro de Valence  | Métro   | Aeroport ↔ Rafelbunyol                                                  | 1995            | 26       | 24,691        | 17 121 597       |
| Ligne 4 du métro de Valence  | Tramway | Mas del Rosari / Lloma Llarga-Terramelar / Fira València ↔ Doctor Lluch | 1994            | 33       | 16,999        | 8 278 619        |
| Ligne 5 du métro de Valence  | Métro   | Aeroport ↔ Marítim                                                      | 2003            | 18       | 13,293        | 14 136 384       |
| Ligne 6 du métro de Valence  | Tramway | Tossal del Rei ↔ Marítim                                                | 2007            | 21       | 3,571         | 3 732 264        |
| Ligne 7 du métro de Valence  | Métro   | Torrent Avinguda ↔ Marítim                                              | 2015            | 16       | 15,497        | 10 542 755       |
| Ligne 8 du métro de Valence  | Tramway | Marítim ↔ Neptú                                                         | 2015            | 4        | 1,230         | 453 734          |
| Ligne 9 du métro de Valence  | Métro   | Riba-roja de Túria ↔ Alboraia-Peris Aragó                               | 2015            | 23       | 24,859        | 10 021 773       |
| Ligne 10 du métro de Valence | Tramway | Alacant ↔ Natzaret                                                      | 2022            | 8        | 5,035         | 2 795 708        |

## Projets d'extension

### Annoncés

#### Ligne 6 (Platja Les Arenes - Neptú)
Le « plan d'amélioration du cadencement » présenté en février 2021 par le gouvernement valencien prévoit la construction d'un tronçon reliant Platja Les Arenes (lignes 4 et 6) à Neptú (ligne 8) passant par la rue Eugènia Viñes. Les tramways de la ligne 6 continueront ainsi de faire leur terminus à Marítim mais la station Canyamelar passera en sens unique vers Tossal del Rei, ce qui conduira à la suppression de la ligne 8, dont l'ensemble du trajet sera assumé par la ligne 6 agrandie.

#### Ligne 9 (Alboraia-Peris Aragó – Riba-roja de Túria)
Le 29 décembre 2021, le gouvernement autonome fait savoir que dans le cadre du plan de déplacements urbains de la métropole de Valence, il envisage la prolongation de la ligne 9 jusqu'au centre de la ville de Riba-roja de Túria, la ligne et la station devant être construites en souterrain.

#### Ligne 10 (Alacant - Pont de Futsa)
Écartée lors de la relance des travaux de la ligne 10 en mars 2021, la connexion entre Alacant et Pont de Futsa en passant sous le centre historique par le marché central, prévue dans le projet initial, est relancée en février 2024. L'objectif est une mise en service en 2030.

#### Doublement du tunnel Colón – Xàtiva
Le gouvernement de la Communauté valencienne indique le 29 décembre 2021 son intention de doubler d'ici 2030 le tunnel qui relie les stations de Colón et Xàtiva, afin d'augmenter la fréquence de circulation des rames, limitée par l'infrastructure existante. À cette occasion, une réflexion doit être menée pour établir une station à proximité de la place de l'hôtel de ville. Le marché public de réalisation de l'étude préliminaire est attribué en décembre 2023 et prévoit un rendu de l'étude au premier semestre 2026.

### Abandonnés
En raison des répercussions de la crise économique mondiale de 2008 sur les budgets publics, un certain nombre de projets envisagés au milieu des années 2000 par la Généralité valencienne et déjà reportés sur la décennie 2010-2020 ont été abandonnés,, : 
- l'extension de la ligne 5 jusqu'à Vilamarxant, qui s'est finalement arrêtée à l'entrée de Riba-roja de Túria en 2015 et devenue la ligne 9 ;
- l'extension de la ligne 1 depuis la place d'Espagne jusqu'à l'hôpital de La Fe ;
- le Metroribera, entre la Ribera — au départ de Villanueva de Castellón — et le centre-ville de Valence ;
- le métro léger de l'Horta Sud, reliant Quart de Poblet à Paiporta avant de se diviser en deux tronçons, l'un jusqu'à Benetússer et l'autre jusqu'à Sedaví ;
- le tramway périphérique (Tranvía Orbital), passant par les boulevards Nord et Sud et reliant la capitale valencienne à sa périphérie immédiate comme Xirivella, Mislata ou Alboraya ;
- le tramway côtier (Tranvía de la Costa), circulant le long de la façade maritime jusqu'à la plage de la Patacona.

Le projet annoncé en 2021 d'extension de la ligne 10 depuis son terminus oriental de Natzaret jusqu'à la zone portuaire pour créer une nouvelle correspondance avec le reste du réseau est reporte sine die trois ans plus tard en raison d'une projection de fréquentation très faible.

## Équipements des lignes

### Matériel roulant

#### Métro
Tous les trains sont alimentés en 1 500 V CC par pantographe. Leur vitesse maximale est de 80 km/h.
| Série | Série | Livraison   | Retrait    | Constructeur        | Rames produites | Voitures    | Lignes |
| ----- | ----- | ----------- | ---------- | ------------------- | --------------- | ----------- | --- |
| 3600  |       | 1982 - 1983 | 2007       | Babcock & Wilcox    | 10              | 3           | Ligne 1 du métro de Valence · Ligne 2 du métro de Valence |
| 3700  |       | 1987 - 1990 | 2010       | CAF MTM ASEA Macosa | 40              | 2           | Ligne 1 du métro de Valence · Ligne 2 du métro de Valence · Ligne 3 du métro de Valence · Ligne 5 du métro de Valence                                                             |
| 3900  |       | 1995        | 2015       | Alstom              | 18              | 3 à 4       | Ligne 3 du métro de Valence · Ligne 5 du métro de Valence · Ligne 7 du métro de Valence                                                                                           |
| 4300  |       | 2006 - 2011 | en service | Vossloh             | 62              | 4 ( ) 5 ( ) | Ligne 1 du métro de Valence · Ligne 2 du métro de Valence · Ligne 3 du métro de Valence · Ligne 5 du métro de Valence · Ligne 7 du métro de Valence · Ligne 9 du métro de Valence |

##### Premiers véhicules
En 1988, le matériel du métro était composé de dix éléments triples Babcock-Wilcox, datant de 1982, série 3600, et de 30 nouvelles rames articulées, série 3700, largement inspirées du Sneltram d'Utrecht. Comme pour ce dernier, l'équipement électrique a été fourni par ABB, tandis que la réalisation des caisses et de la partie mécanique est espagnole (CAF/ Macosa). Trois ans après l'inauguration du métro, le parc de la série 3700 atteindra 40 rames.
En février 1993, Gec-Alsthom prend la commande de 18 rames de trois voitures (deux motrices) destinées à circuler sur les lignes 3 et 5. Cette série 3900, entrée en service en 1995, circula jusqu'en 2012.

##### Parc actuel
Remplaçant tout le parc antérieur, la série 4300, introduite en 2007, est la seule à rouler sur le réseau de métro, avec 62 unités; 42 rames de quatre éléments (deux éléments motorisés encadrant deux remorqués), dont 22 commandés à la société Vossloh en décembre 2009 et 20 rames de cinq éléments (deux éléments   motorisés encadrant trois remorqués). Les rames de quatre véhicules circulent sur les lignes 1 et 2 et les rames de cinq véhicules sur les lignes 3, 5, 7 et 9.

#### Tramway
| Série | Série | Livraison   | Retrait    | Constructeur       | Rames produites | Lignes |
| ----- | ----- | ----------- | ---------- | ------------------ | --------------- | --- |
| 3800  |       | 1994 - 1998 | en service | Siemens CAF Alstom | 25              | Ligne 4 du métro de Valence                                                                                            |
| 4200  |       | 2006 - 2007 | en service | Bombardier         | 22              | Ligne 4 du métro de Valence · Ligne 6 du métro de Valence · Ligne 8 du métro de Valence · Ligne 10 du métro de Valence |

Une flotte de 21 véhicules climatisés est fournie pour la ligne 4 par Siemens et Duewag, neuf des véhicules devant être assemblés par Gec-Alsthom dans son usine de Valence et douze par CAF.
Lors de l'ouverture de la première ligne de tramway en 1994, cette série 3800 est incorporée, actuellement 25 rames sont en service.
Entre 2006 et 2007, la série 4200 est introduite, 22 rames sont en service.
Les tramways sont alimentés par ligne aérienne et captation du courant en 750 V cc par pantographe.

### Signalisation et courants faibles

#### Systèmes de sécurité des trains
- Ligne 1: Protection automatique des trains (ATP) entre Torrent et València Sud ; Conduite automatique des trains (ATO) avec ATP entre València Sud et Empalme. Freinage automatique simple sur le reste de la ligne.
- Ligne 2: Protection automatique des trains (ATP) entre Torrent Avinguda et València Sud ; ATO avec ATP entre València Sud et Les Carolines-Fira. Freinage automatique simple sur le reste de la ligne.
- Ligne 3: Protection automatique des trains (ATP) entre Alboraia-Peris Aragó et Rafelbunyol ; ATO avec ATP sur le reste de la ligne.
- Ligne 5: Conduite automatique des trains (ATO) avec ATP sur toute la ligne.
- Ligne 7: Protection automatique des trains (ATP) entre Torrent Avinguda et València Sud ; Conduite automatique des trains (ATO) avec ATP sur le reste de la ligne.
- Ligne 9: Protection automatique des trains (ATP) entre Ribarroja del Túria et La Cova. Conduite automatique des trains (ATO) avec ATP sur le reste de la ligne.

De plus, toutes les lignes sont équipées de :
- Communications train-sol selon les normes UIC.
- Communications mobiles via le système GSM -R.

## Fréquentation
| Année | Voyageurs       | Évolution |
| ----- | --------------- | --------- |
| 2007  | 67,745 millions |           |
| 2008  | 68,275 millions | 0,78 %    |
| 2009  | 66,413 millions | 2,73 %    |
| 2010  | 68,047 millions | 2,46 %    |
| 2011  | 65,074 millions | 4,37 %    |
| 2012  | 63,103 millions | 3,03 %    |
| 2013  | 59,901 millions | 5,07 %    |
| 2014  | 60,111 millions | 0,35 %    |
| 2015  | 60,686 millions | 0,96 %    |
| 2016  | 62,631 millions | 3,21 %    |
| 2017  | 63,843 millions | 1,94 %    |
| 2018  | 67,269 millions | 5,37 %    |
| 2019  | 69,442 millions | 3,23 %    |
| 2020  | 36,984 millions | 46,74 %   |
| 2021  | 42,819 millions | 15,78 %   |
| 2022  | 63,361 millions | 47,97 %   |
| 2023  | 90,492 millions | 42,82 %   |
| 2024  | 91,191 millions | 0,77 %    |